# Head shop

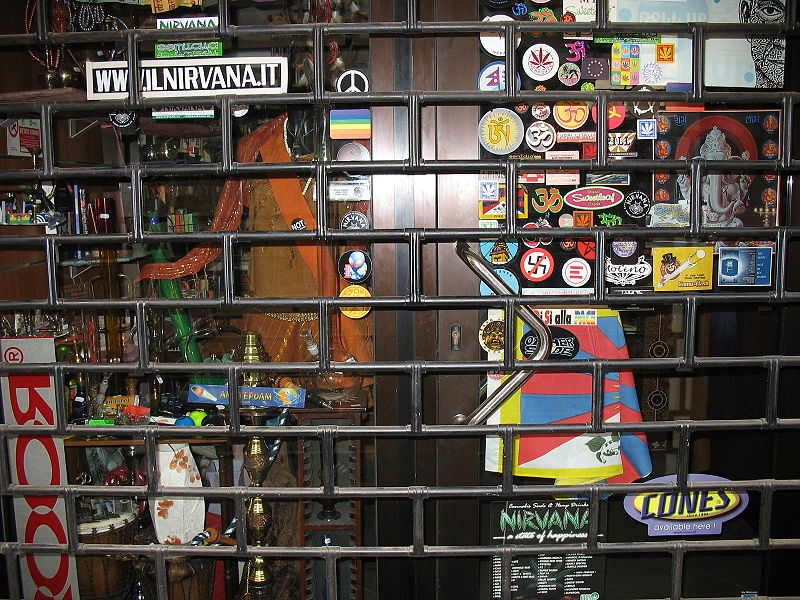

Head shop é um termo usado em inglês para designar a loja que vende produtos relacionados principalmente ao uso da cannabis, fumo e outras substâncias psicoativas, sendo todos legalmente registrados e certificados pela Agência Nacional de Vigilância Sanitária do Brasil (Anvisa).

## História
As head shops se originaram nos Estados Unidos, em meados da década de 1960, em locais com alta concentração de jovens universitários. O cultura hippie tem bastante ligação com a origem destas lojas, onde artistas desta geração publicavam Cartoons e livros, e comercializavam qualquer coisa que se relacionasse com este movimento da época (como vestimentas, arte, incensos e produtos ecológicos), incluindo produtos para o consumo de drogas, principalmente Cannabis e seus sub-produtos (kief, haxixe).

### Movimento contrário
Na década de 1980 nos Estados Unidos foi criado uma movimentação para acabar com as head shops no país. Cerca de 600 grupos de pais em 50 estados se uniram com a Federação Nacional de Pais para a "Drug Free Youth" (Juventude Livre das Drogas), contra as head shops. Na época o Departamento de Justiça americano e funcionários do DEA disseram não saber qual efeito teria o fechamento das head shops sobre o uso de drogas ilegais, mas alegaram que possuem um impacto evidente como ponto de encontro "para usuários de drogas".

## O termo na cultura musical
O termo head shop é comum na cultura musical internacional, estando presente em músicas como "Move Over Ms. L" de John Lennon. É também título de uma música da cantora dinamarquesa Tina Dico, além de dar nome a álbuns das bandas Jane's Addiction e Greg Oblivian & The Tip-Tops. O termo inclusive serviu de nome para uma banda de rock psicodélico de Nova Iorque na década de 1960 "The Head Shop".

## Atualidade
Atualmente, a venda de produtos ligados a estas head shops oferecem:
- Purificadores (bongs)
- Vaporizadores
- Cachimbos
- Narguilés e peças de reposição
- Tabacos especiais (fumos aromatizados, tabaco para narguilé)
- Papéis de enrolar cigarros
- Blunts (papéis de enrolar cigarros feitos de folha de tabaco)
- Dispositivos para enrolar cigarros
- Isqueiros
- Destrinchadores de ervas (dichavadores)
- Filtros para cigarro
- Produtos para higienização (aromatizadores de ambiente, limpadores de cachimbo)
- Incensos
- Camisetas e vestimentas em geral (algumas vezes feitas de fibra de cânhamo ou com estampas sobre a legalização da maconha).

Algumas head shops, como por exemplo na Holanda, se fundem com smart shops ou grow shops, lojas especializadas na venda direta de substâncias psicoativas regulamentadas pelo governo, como Cannabis e cogumelos psicoativos prontos para o consumo, sementes de maconha e produtos direcionados ao cultivo da planta, como adubos e substratos.
No Brasil são vendidos somente os produtos para o cultivo e uso da erva, bem como o uso de outras substâncias psicoativas.